# آرثر ماكدونالد بيرسون
آرثر ماكدونالد بيرسون هو سياسي كندي، ولد في 1936 في براندون في كندا.